# Iveta Lukošiūtė
Iveta Lukošiūtė (* 29. Juni 1980 in Klaipėda, Litauische SSR) ist eine litauisch-amerikanische Tänzerin.

## Leben
Seit 1997 lebt Iveta Lukošiūtė in den Vereinigten Staaten. Im Alter von sechs Jahren begann sie mit dem Tanzen. Später wurde sie Wettkampftänzerin, die ab 2003 mit ihrem Partner Gherman Mustuc Standard- und Lateintänze auf professionellem Niveau tanzte. Bei der Weltmeisterschaft der Professionals über 10 Tänze am 16. und 17. Mai 2008 in Siegen gewannen Mustuc und Iveta Lukošiūtė den Weltmeistertitel.
Seit 2011 war sie unter anderem in Fernsehshows wie So You Think You Can Dance, Strictly Come Dancing: It Takes Two und Strictly Come Dancing als Tanzpartnerin zu sehen.